# Veronica Wägner
Veronica Wägner, född 19 februari 1947, död 7 februari 2014, var en svensk författare. Hon skrev ett 30-tal böcker. Efter debuten 1989 med barnboken Fabian har rymt kom en rad populära barn- och ungdomsböcker. För vuxna publicerade hon två böcker om pelargonsamlandets glädjeämnen och problem: Älskade pelargoner 2003 och Passion för pelargon 2010. Tillsammans med sin mor Ria Wägner skrev hon Dubbel Matglädje 1996.
Wägner, som hade många författare i släkten, hade inledningsvis inte själv tänkt bli författare. Hon prövade en lång rad olika yrken innan hon och maken Peter Nordahl (som bidragit med foton till hennes pelargonböcker) slog sig ner på en liten lantgård vid Finsta, Norrtälje kommun i syfte att bedriva jordbruk med hjälp av hästar. Det var i samband med att hon körde bokbuss som hon själv slutligen började skriva böcker. Hennes debutbok från 1989 var en barnbok om Fabian, ett marsvin som hade rymt. Mycket av inspirationen till böckerna hittade hon i livet kring gården. Utöver skrivandet körde hon bokbuss, arbetade på folk- och skolbiblioteket i Finsta samt med författarbesök, föredrag och pelargonevenemang över hela landet. 
Wägner var dotter till författarna Ria Wägner och Gustav Sandgren. Elin Wägner var Rias faster.

## Priser
- 1993 - Rabén & Sjögrens pris för bästa ungdomsdeckare för Flyg för livet!
- 1994 - Vita Rosen-priset för Farlig spaning